# Résistance Helvétique
Résistance Helvétique (RH) ist eine schweizerische rechtsextreme identitäre Gruppierung, die in der Romandie aktiv ist.
Die Gruppe wurde 2014 unter anderem von früheren Anhängern der rechtsextremen Partei National Orientierter Schweizer (PNOS) gegründet. Zu den Gründungsmitgliedern gehörte der Milizoffizier Jimmy Dellea, der früher der PNOS angehörte, und der ehemalige HPG-Kämpfer David Rouiller. Rouiller soll die Gruppierung seither verlassen haben.
Gemäss ihrem Programm will die RH alle politischen Parteien verbieten, alle Migranten abschieben, das Asylrecht abschaffen, Handelsschranken errichten sowie die Abtreibung und Sterbehilfe verbieten. In der Öffentlichkeit tritt sie mit so genannten «Schutzpatrouillen» sowie mit Demonstrationen für die Regierung des syrischen Präsidenten Baschar al-Assad und gegen Muslime in Erscheinung.